# Boitatá
El boitatá és una criatura fantàstica pertanyent a la mitologia de l'Amazònia brasilera. És una enorme serp de foc que apareix i ataca contra qui faci mal als boscos i animals de la selva. El nom de l'ésser prové de la unió de dues paraules del guaraní mboi (escurçó) i tata (foc), que formen la paraula Mboytata en la llengua original.
Des de l'època colonial, s'ha registrat diferents llegendes sobre aquesta criatura, algunes explicant el seu origen o altres narrant aparicions seves. La més interessant i coneguda és la de Rio Grande do Sul que narra d'aquesta manera l'origen del boitatá: Explica que en un temps la selva va estar acompanyada de foscor i inundacions que mai acabaven, motiu pel qual els animals van anar a allotjar-se cap a terres altes. El boiguaçu, una serp que vivia en una cova fosca, era l'únic animal capaç de veure a les fosques, així que es beneficia de la situació i decideix menjar la part que més li encantava, els ulls. Després d'haver menjat tants ulls, la seva llum fa que els seus ulls de la serp es tornin brillants com dos sols. El seu cos allargat comença a cremar en flames i en aquest instant el poder escapa deixant al boiguaçu feble i, finalment, mort. Ara aquesta serp apareix com un feix de foc volant sobre el cel de la selva i es diu que aquell que es trobi amb el boitatá, podria quedar cec, morir o fins i tot quedar boig. Per tal que això no succeeixin qui es trobi el boitatá, afirmen que el millor és quedar-se quiet, sense respirar i amb els ulls ben tancats fins a sentir que la serp s'hagi anat.